# Motacilla flaviventris
La lavandera malgache (Motacilla flaviventris) es una especie de ave paseriforme perteneciente a la familia Motacillidae.

## Distribución y hábitat
Es endémica de Madagascar.  Su hábitat natural son los ríos y tierras bajas de pastos húmedos o inundables estacionalmente, subtropicales o tropicales.